# San Pedro Soloma
San Pedro Soloma é um município da Guatemala do departamento de Huehuetenango.